# Burghead
Burghead (scots : Burgheid ou The Broch, gaélique écossais : Am Broch) est une petite ville de Moray, en Écosse, à environ 13 km au nord-ouest d'Elgin. La ville est majoritairement construite sur la péninsule qui avance vers le nord-ouest dans le Moray Firth, ce qui signifie que la ville est entourée par la mer sur 3 côtés.
Tous les ans a lieu le 11 janvier un festival connu sous le nom de Burning of the Clavie ; on pense que le festival date du XVIIe siècle, bien qu'il puisse être plus vieux de plusieurs siècles. Burghead est souvent appelé The Broch par les habitants ; confusément, Fraserburgh est aussi connu sous ce nom.
La ville actuelle a été bâtie entre 1805 et 1809, détruisant au passage plus de la moitié du site d'un important castro picte. La carte du général Roy montre les défenses telles qu'elles existaient au XVIIIe siècle, mais les attribuait à tort aux romains. Le fort était probablement un centre picte majeur et on retrouva des tablettes taillées représentant des taureaux; elles sont connues sous le nom Burghead Bulls. Un puits enterré d'une antiquité considérable a été découvert en 1809 et des murs et un toit furent ajoutés pour aider à le préserver.
Des fouilles récentes juste à la limite de Burghead, à Clarckly Hill, ont découvert des maisons circulaires en pierre datant de l'âge de fer, des fondations de bâtiments pictes ainsi que des pièces romaines de bronze et d'argent. Un anneau d'or possiblement provenant de la région Batlique a aussi été trouvé. Des preuves significatives de fonte de fer à grande échelle ont aussi été trouvées, apportant la preuve que du fer était probablement marchandé depuis ce lieu. Le Musée royal d'Écosse a mené d'importantes fouilles qui les laisse penser qu'il s'agit d'un site d'intérêt.

## Histoire

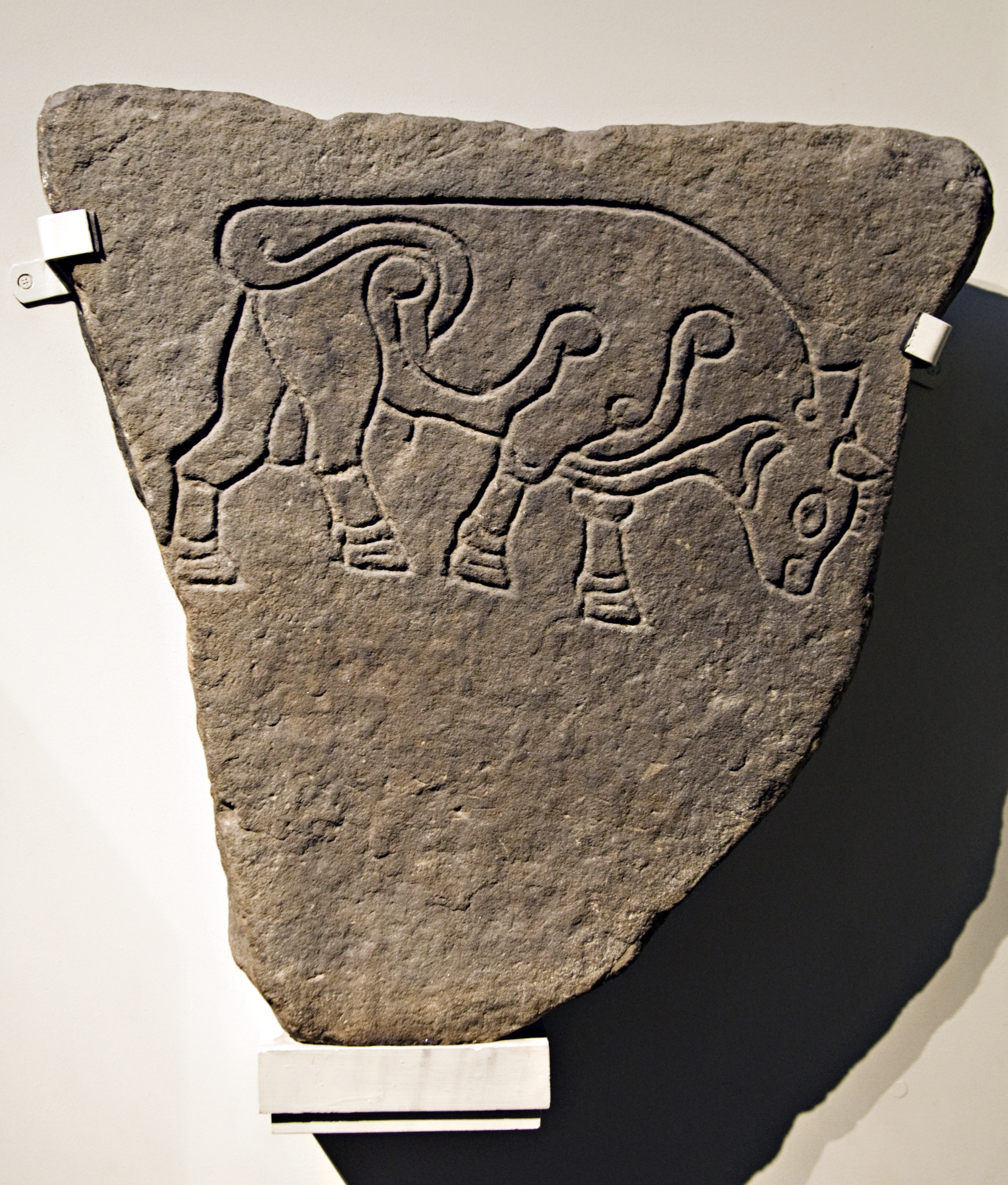
Les tablettes de Burghead Bull au British Museum

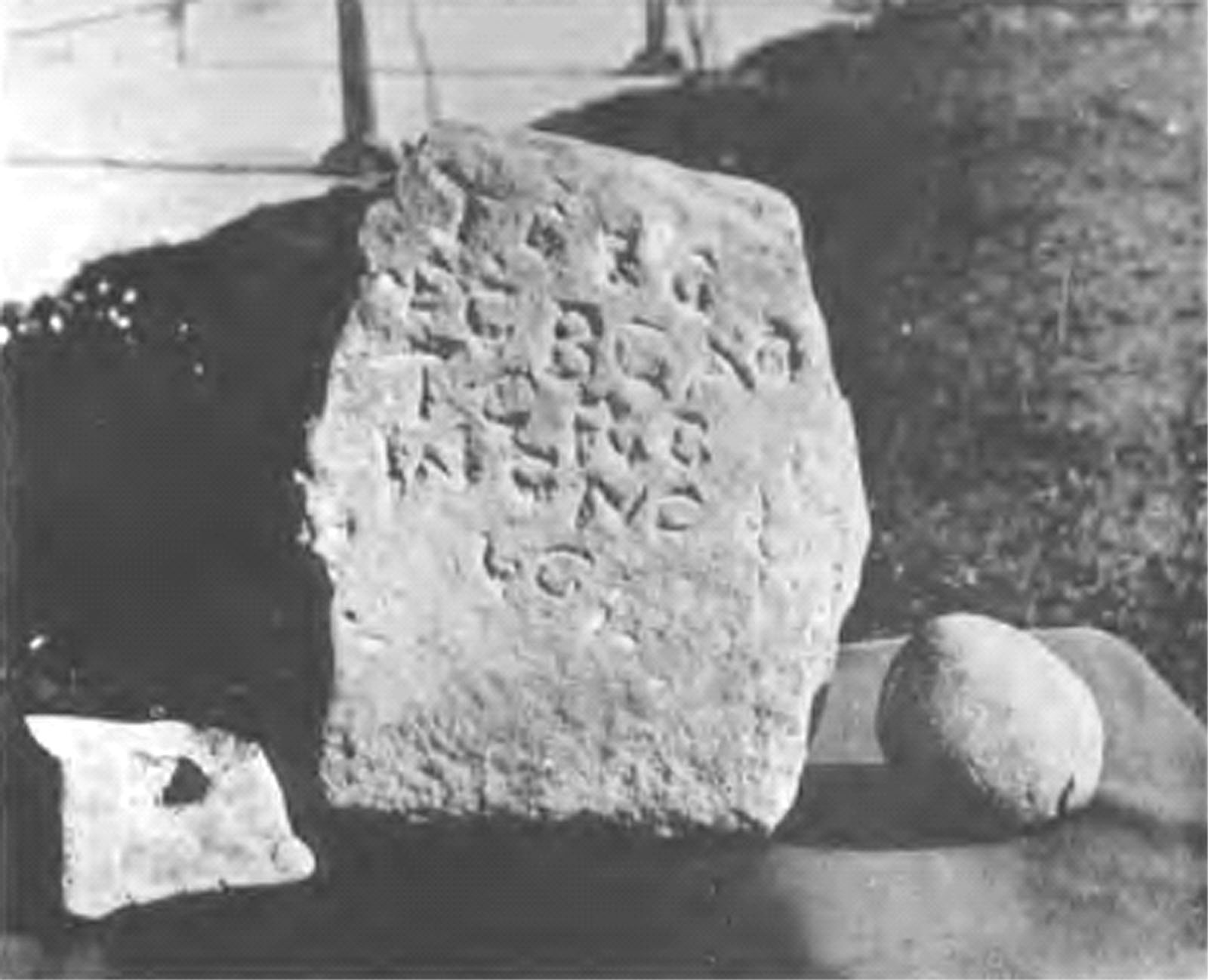
Pierre gravée à Burghead

### Âge de fer
Des murs vitrifiés formant un fort reposent sur un cap qui surplombe le Moray Firth. On pensait au départ qu'il s'agissait du Ptoroton de Ptolémée et du Torffness de la Saga des Orcadiens, mais l'on sait maintenant qu'il s'agit d'un fort picte, qui est probablement le plus vieux jamais retrouvé. Il s'étend sur 3 hectares et est trois fois plus grand que tout autre fort d'Écosse de la même période. Il était défendu du côté des terres par trois fossés qui ont été détruits lors de la création du port et du village moderne ; leur âge est donc incertain. Six tablettes sculptées nommées les Burghead Bulls ont été retrouvées lors de fouilles. Quatre des originales sont conservées localement à l'office de tourisme de Burghead et au musée d'Elgin, et les deux autres sont au Musée royal d'Écosse, Édimbourg et au British Museum, Londres. La majeure partie du fort a été détruite lors de la construction du village entre 1805 et 1809. La colline Doorie (voir plus bas), qui marquait la jonction entre la citadelle et le mur d'enceinte, est tout ce qui reste des remparts sud. Des parties des remparts est et nord sont encore visibles,,.

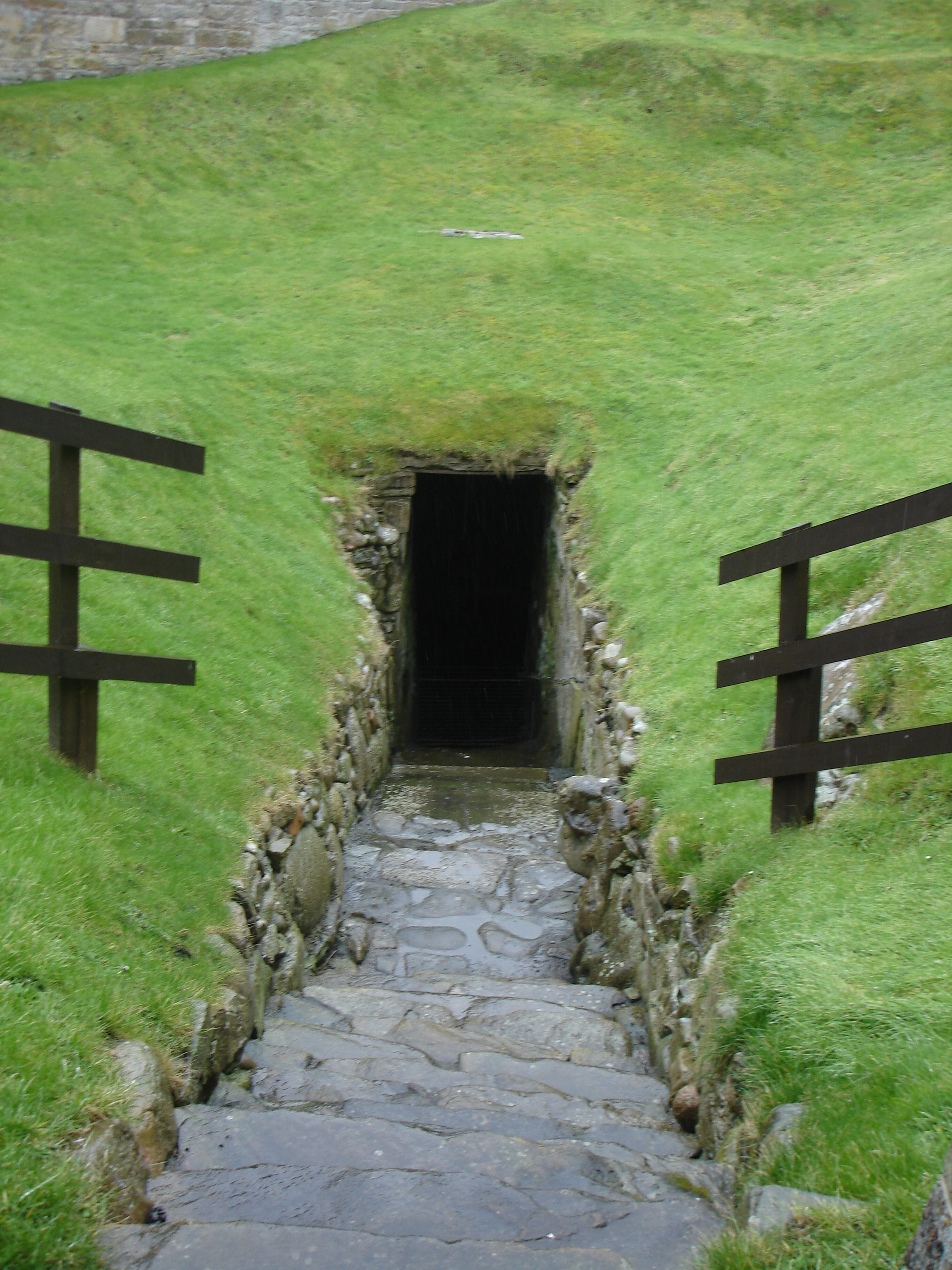
Une vue de l'entrée du puits enterré de Burghead

### Puits enterré
Le puits de Burghead, qui se trouve dans le périmètre de l'éperon barré, a été découvert en 1809. Il consiste en une volée de marches de pierre qui mènent à une chambre souterraine contenant un bassin alimenté par des sources. Il y a une frise sur les murs en hauteur, un piédestal dans le coin sud-est et un bassin englouti dans le coin nord-ouest. La chambre fait 3.4 m de haut pour 3.4 m de large, avec un rebord d'1.2 m de large qui fait le tour, et le bassin fait 1.2 m de profondeur. La découverte fut faite lors de fouilles pour la possibilité d'alimentation en eau de la ville après qu'un ancien pêcheur se souvienne de la légende d'un puits situé à proximité. Des améliorations telles que resculpter les marches et agrandir le bassin furent entreprises, mais le débit se révéla être insuffisant pour cette fonction. À l'époque de la découverte, il a été admis que le fort et le puits provenaient de la Rome antique, et le puits était nommé le puits romain. Plus tard, au XIXe siècle, il a été suggéré qu'il s'agissait d'un ancien baptistère Chrétien probablement associé au culte de St Aethan, mais ses origines restent obscures à ce jour. Il date presque certainement de l'âge sombre et avait clairement un rôle cérémonial,,. Il est possible que son rôle principal était l'alimentation en eau du fort et pourrait suggérer un intérêt picte pour les Kelpie.

### Burning of the Clavie

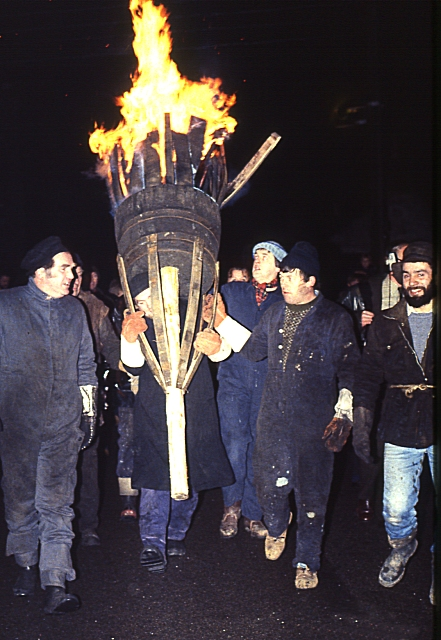
La Clavie

Un festival appelé le Burning of the Clavie se tient tous les ans le 11 janvier, excepté lorsque le 11 tombe un dimanche, auquel cas il se tient le 10. L'évènement commence lorsque la Clavie est allumée à Granary Street à 18h et normalement se termine vers 19h30.
En 1599, le parlement d'Écosse passe une loi qui conserve le calendrier julien, à condition que dès 1600, le premier jour de l'année soit le 1er janvier. En 1752, Le Royaume-Uni, incluant l'Écosse, adoptant le calendrier grégorien, retire 11 jours du calendrier en stipulant que le jour suivant le 2 septembre ne sera pas le 3 septembre mais le 14 septembre. Le jour qui serait le jour de l'an de l'ancien calendrier tombe maintenant le 12 janvier du nouveau calendrier. Le Burning of the Clavie continue d'être fêté lors de l'ancien jour de l'an – c'est-à-dire, dans le nouveau calendrier, au 11 janvier.
La pratique survécut à la condamnation cléricale. Le 20 janvier 1689, les tribunaux cléricaux reprochent aux jeunes hommes de « faire flamber une Clavie, faisant preuve d'idolâtrie superstitieuse, et bénissant les bateaux d'après les vieilles coutumes hérétiques. ».
La Clavie est un tonneau découpé à 43 cm, qui est rempli de goudron et de bouts de bois. Il est cloué sur un poteau de 137 cm de long avec un clou spécialement forgé. Il doit être spécialement forgé pour laisser la place à la tête du porteur qui se trouve entre les bâtons (6 en tout), ce qui permet à la Clavie de reposer en partie sur les épaules du porteur. Un groupe d'une quinzaine d'hommes, l'équipage de la Clavie, composé traditionnellement de pêcheurs mené par le roi de la Clavie, portent la Clavie flambante à tour de rôle, suivant une route passant dans le sens des aiguilles d'une montre parmi les rues de la vieille ville.
L'équipage de la Clavie s'arrête pour présenter des charbons incandescents à certains foyers et aux trois pubs de la ville pour leur porter chance pour l'année à venir. Il y a aussi deux arrêts prévus pour ravitailler la Clavie. À la fin de la route, la Clavie est posée sur un autel de pierre (qui date du XIXe siècle) sur la colline Doorie, et plus de carburant est ajouté, ce qui éclairant tout le côté de la colline. Le tonneau finit par s'affaisser et les charbons brûlants sont répandus sur le sommet de la colline avant d'être récupérés et donnés pour porter chance, bien qu'il soit dit que dans le temps, les charbons étaient gardés pour préserver de la sorcellerie. Il était auparavant habituel de porter la Clavie sur tous les bateaux et vaisseaux du port, mais cette partie de la cérémonie a été abandonnée, probablement par impossibilité pratique, comme le port devenait de plus en plus occupé.

## Éducation

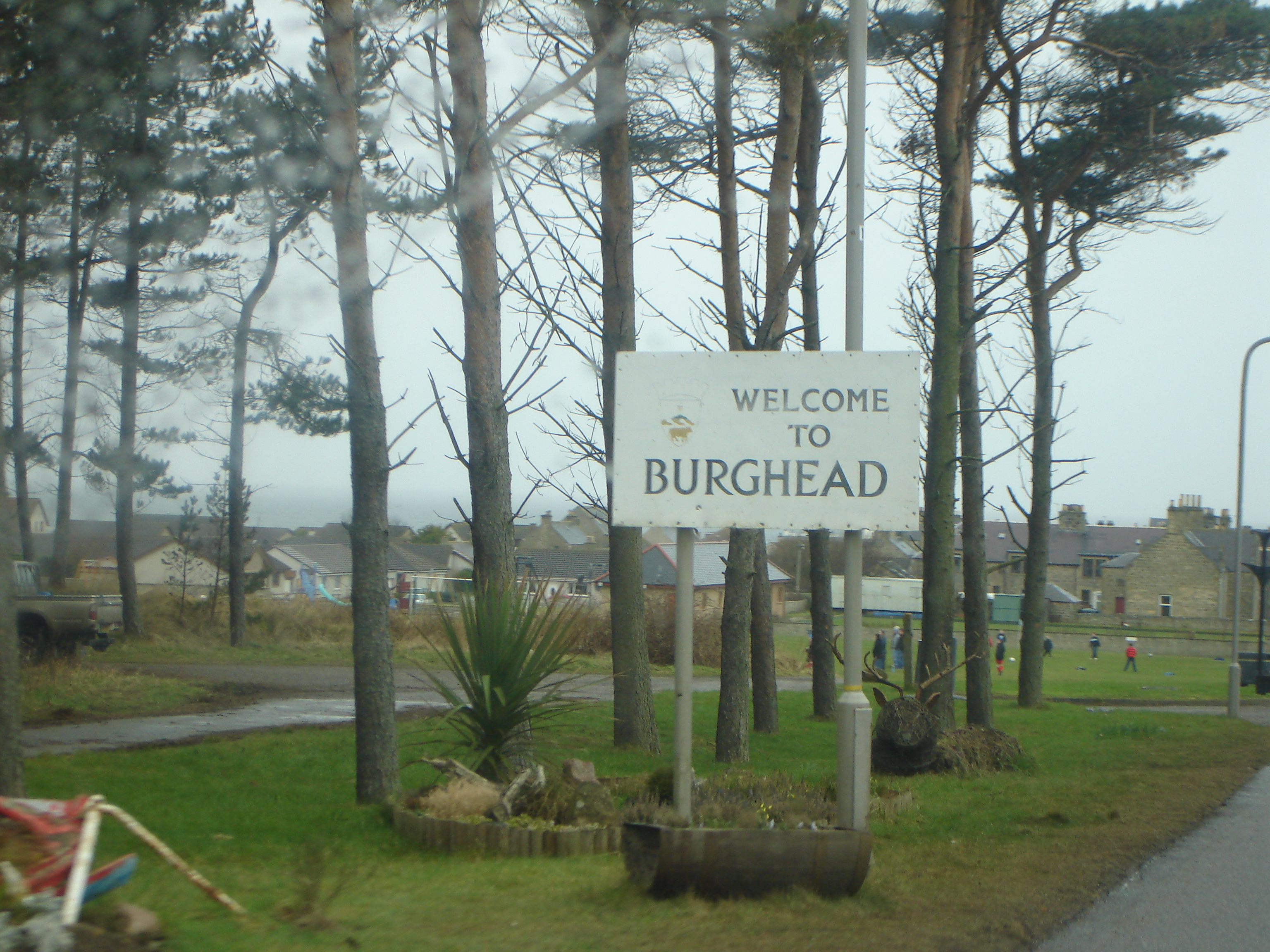
Panneau d'entrée de la ville

### Primaire et secondaire
- Pour les écoles primaires, il n'y a que l'école primaire de Burghead, publique et laïque, située à Grant Street en centre ville. L'école possède aussi une crèche pour les enfants de 1 à 7 ans. Les étudiants sont regroupés en trois maisons: Clavie, St Aethans et Torfness[13].

- Pour les écoles secondaires, des transports gratuits sont fournis pour deux écoles dans des villes voisines. Les étudiants peuvent donc choisir d'intégrer soit le lycée de Lossiemouth[14], soit l'Elgin Academy[15].

### Supérieur
- Moray College se situe approximativement a 14.5 km à Elgin.
- Ecosse Performers College est situé approximativement à 13 km à Lossiemouth.

## Politique

### Gouvernement national
- Burghead fait partie du district électoral de Moray dans le parlement du Royaume-Uniqui retourne un député à la Chambre des communes au Palais de Westminster[16].

- Burghead fait partie du district électoral de Moray au parlement écossais qui possède des délimitations légèrement différentes du district du parlement du Royaume-Uni du même nom. Le district retourne un député du parlement écossais à Holyrood[17] et fait partie de la région électorale de Highlands et les Îles[18].

### Gouvernement local
Burghead est représenté au conseil de Moray par la ward de Heldon & Laich, duquel 4 conseillers sont élus.Les membres élus de cette ward sont depuis le 3 mai 2007: Allan Grant Wright (Parti conservateur d'Écosse), John Christopher Hogg (sans étiquette), Eric Morrison Mcgillivary (sans étiquette) et David Christie Stewart (Parti national écossais). Le conseil de Moray est actuellement contrôlé par une coalition sans étiquette/conservateur.
Auparavant, Burghead était représenté au conseil de Moray par la ward de Burghsea duquel un conseiller était élu par scrutin uninominal majoritaire à un tour. Depuis le 3 mai 2007, le scrutin à vote unique transférable est utilisé au gouvernement local en Écosse, ce qui a eu pour effet que Burghead est représenté par plusieurs conseillers dans la ward plus importante de Heldon & Laich.

## Population

### Démographie
La population de Burghead selon le recensement de 1991 était de 1 495. Les données du recensement de 2001 montrent une population de Burghead qui a monté à 1 640; cependant, les estimations de 2004 donnent une population de 1 680. Les données de 2001 font de Burghead la huitième plus grande ville de Moray, derrière Keith, Kinloss et Lhanbryde, mais devant Hopeman, Dufftown et Fochabers.
La population masculine de Burghead constitue 53,6 % de la population, ce qui est plus que les 49,97 % de Moray qui lui-même est plus que les 48,05 % de population masculine en Écosse. Au-dessus de 25 ans, le nombre d'hommes à Burghead ne dépasse pas tant le nombre de femmes, vu que le nombre d'homme par femme est bien moindre au-dessus de 25 ans (1,05) qu'en dessous de 25 ans (1,45).
| Population                                               | Pays de naissance | Âge | Religion | Ethnicité |
| -------------------------------------------------------- | --- | --- | --- | --- |
| Hommes : 871 (53,6 %) Femmes : 679 (46,4 %) Total :1 640 | Royaume-Uni : 96.46% Écosse : 74,51 % Angleterre : 19,76 % Pays de Galles : 1,34 % Irlande du Nord : 0,85 % République d'Irlande : 0,3 % Autre UE : 1,71 % Autre : 1,52 % | Moins de 16 ans : 20,12 % 16–65 ans : 66,04 % 65+ ans : 13,84 % 0–4 ans : 4,94 % 5–15 ans : 15,18 % 16–24 ans : 9,63 % 25–44 ans : 32,93 % 45–64 ans : 23,48 % 65–74 ans : 8,54 % 75+ ans : 5,3 % | Église d'Écosse : 46,65 % Église catholique : 5,3 % Autre chrétien : 15,85 % Bouddhiste : 0,12 % Autre religion : 0,24 % Athée : 27,32 % Sans réponse : 4,51 % | Écossais blanc : 76,65 % Autre britannique blanc : 20 % Irlandais blanc : 0,55 % Autre blanc : 2,01 % Indien : 0,06 % Autre Asie du Sud : 0,6 % Origines mixtes : 0,37 % Autre : 0,3 % |

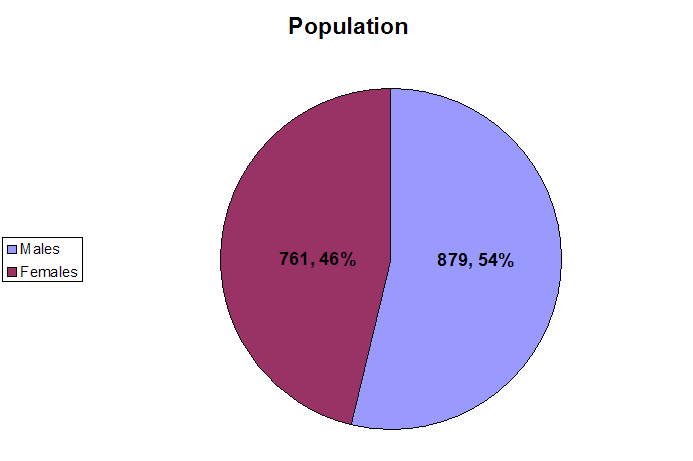
Population
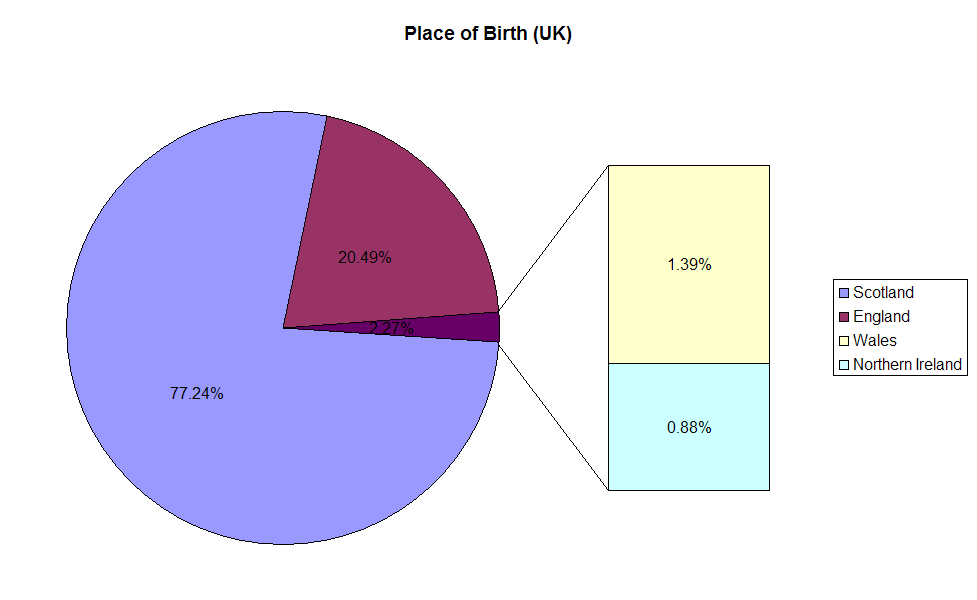
Lieu de naissance - Royaume-Uni
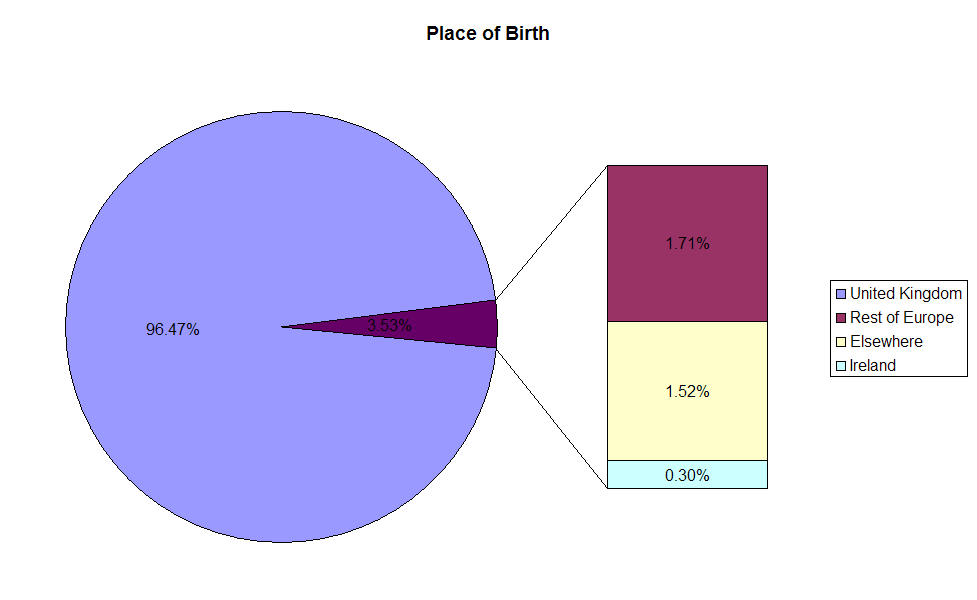
Lieu de naissance
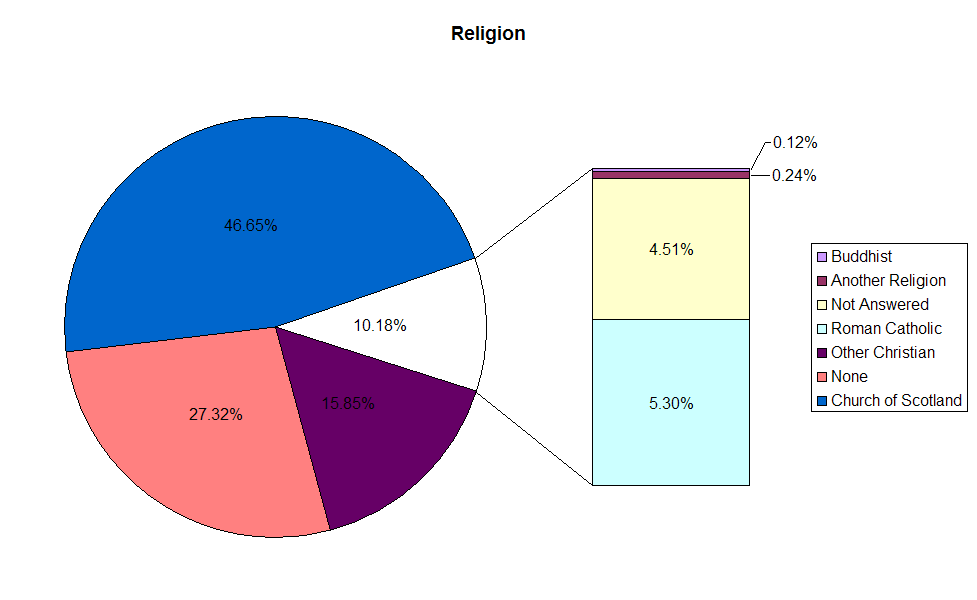
Religion
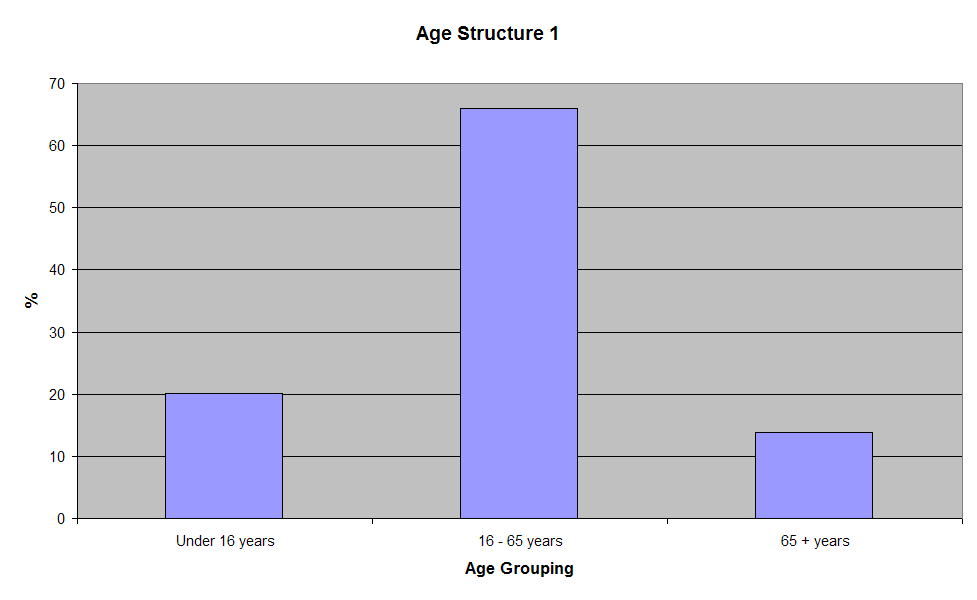
Pyramide des âges générale
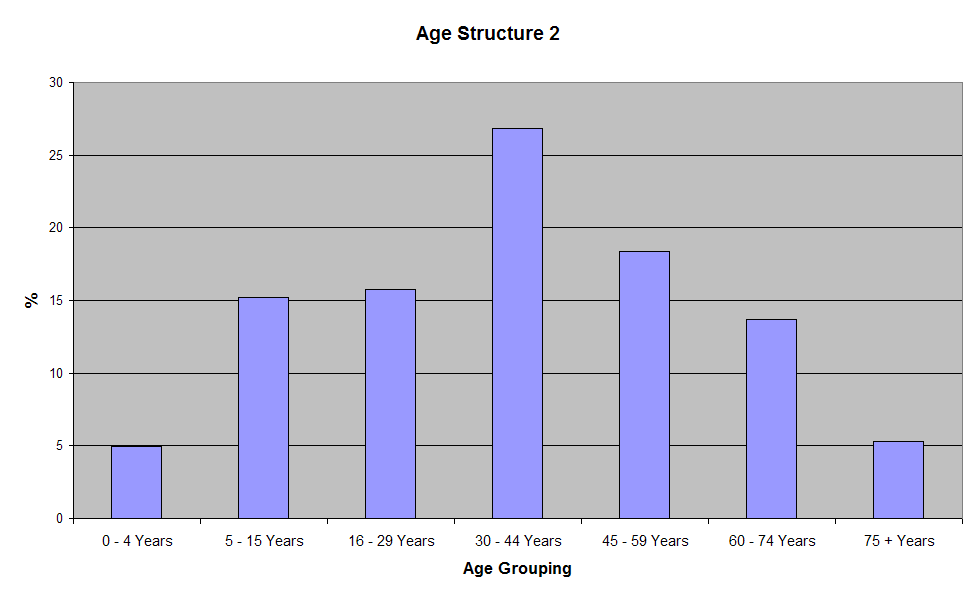
Pyramide des âges détaillée
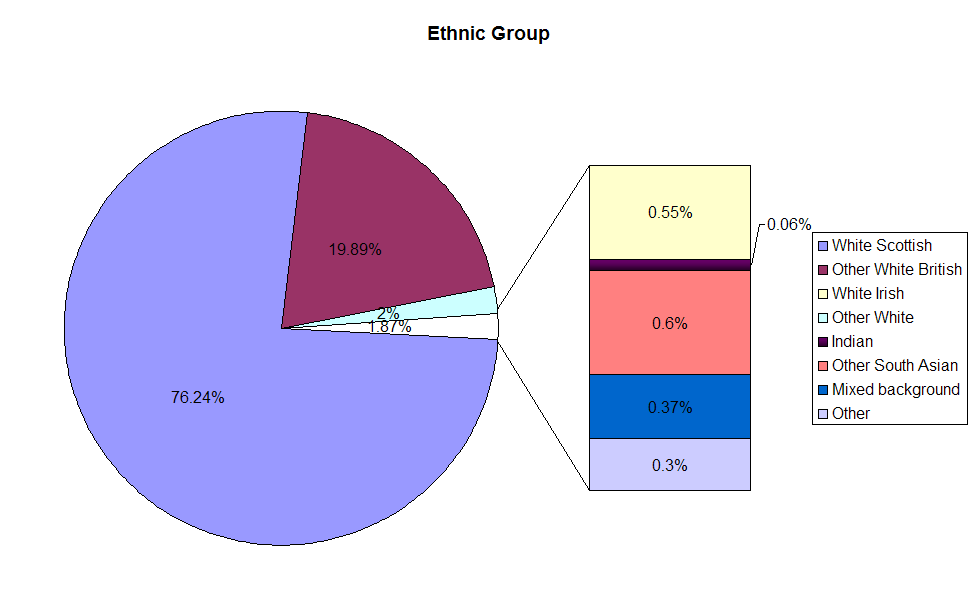
Ethnicitié

Sources :  Résultats en ligne du recensement d'Écosse, Bureau général du registre d'Écosse et Conseil de Moray (Recensement de 2001)

### Autres données
- Âge médian des hommes : 36
- Âge médian des femmes : 39

- Nombre d'hommes par femme (en dessous de 25 ans) : 1,45
- Nombre d'hommes par femme (au-dessus 25 ans) : 1,05

- Pourcentage des foyers où toutes les personnes ne sont pas du même:
  - Lieu de naissance : 25,42
  - Catégorie religieuse : 30,9
  - Ethnicité : 1,07

Source :  Résultats en ligne du recensement d'Écosse

## Économie
Burghead et la région de Moray en général sont lourdement dépendantes des deux stations de la Royal Air Force, l'aéroport de la Royal Air Force de Lossiemouth et l'aéroport de la Royal Air Force de Kinloss, qui sont situées à peu près à la même distance de Burghead. En 2005, les stations ont contribué à 156,5 millions £ à l'économie de Moray, desquels 76,6 £ ont été retenus et dépensés localement. Les stations sont responsables, directement ou non, de 21 % de l'emploi de la région de Moray.
D'autres importants secteurs d'emploi sont les autorités locales, la construction et l'immobilier, l'alimentation, le transport, le tourisme, les services, et la vente en gros.
Auparavant, la pêche, et notamment la pêche au hareng, constituait une large part de l'économie de Burghead. La pêche à la langoustine, principalement pour les marchés continentaux, contribue maintenant très peu à l'économie ; en 2001, la pêche était responsable de 2,12 % de l'emploi à Burghead.
Il y a aussi de larges plantations de malt à Burghead, et une grande distillerie moderne, Roseisle, a été construite à la jonction de la route B9089 Burghead/Kinloss en 2009.
Juste à l'extérieur de Burghead se trouve un grand émetteur radio possédé par la National Grid Wireless : l'émetteur de Burghead.
Source: Highland & Islands Enterprise

## Transport

### Routes
Trois routes convergent à Burghead, les B9013, B9012 et B9089. La B9013 rejoint l'A96 (Aberdeen à Inverness) et est généralement utilisée pour à Elgin. La B9012 rejoint Elgin via Hopeman et Duffus, et la B9089 rejoint Kinloss et l'A96 via la B9011 (Findhorn à Forres).

### Bus et train
- Des lignes de bus régulières (331) vont jusqu'à Elgin via Duffus[24]. Le service est fourni par Stagecoach sous le nom Stagecoach Bluebird. Les bus ont reçu le Royal Warrant de la reine Élisabeth II pour services rendus à la maison royale au Château de Balmoral.

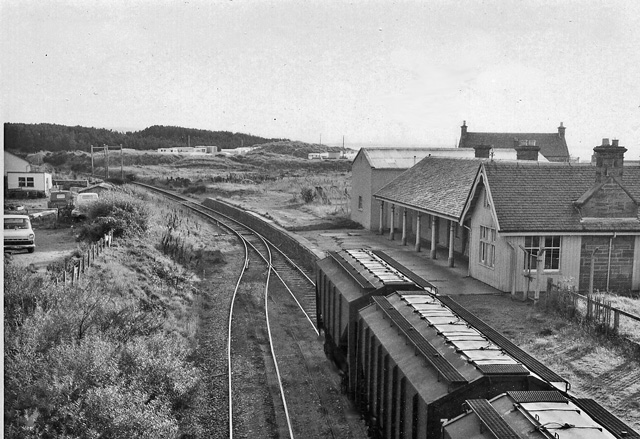
Restes de la gare de Burghead en 1974

- La gare ferroviaire la plus proche est à environ 14 km à Elgin. La gare est sur la ligne d'Aberdeen à Inverness et offre en général des services vers Aberdeen (90 min) et Inverness (50 min)[25] bien que des services plus directs existent. Les gares d'Inverness et d'Aberdeen sont alors connectées au reste de la Grande-Bretagne. Tous les trains d'Écosse sont opérés par la First ScotRail[26].

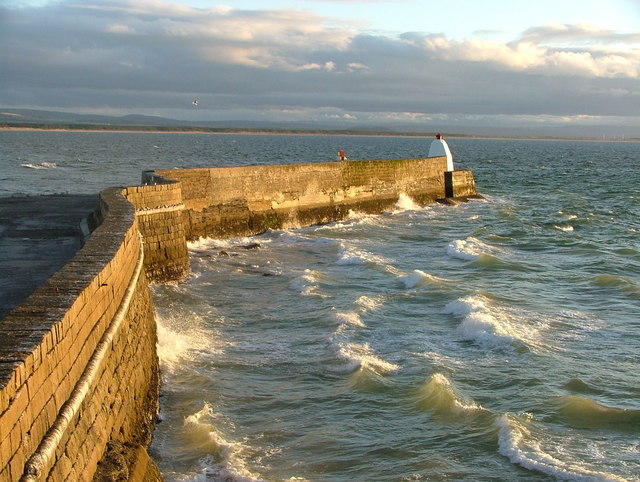
Jetée du port, en regardant vers Findhorn

### Air et mer
- Les deux aéroports civils les plus proches sont l'aéroport d'Inverness (INV) et l'aéroport d'Aberdeen (ABZ). Inverness généralement dessert seulement le Royaume-Uni et l'Irlande tandis qu'Aberdeen offre des services vers diverses destinations internationales ainsi que des destinations nationales. L'aéroport d'Aberdeen est le second plus grand terminal d'hélicoptères du monde et dessert de nombreuses installations pétrolières de Mer du Nord. L'aéroport d'Inverness est à environ 48 km tandis que l'aéroport d'Aberdeen est à environ 110 km.

- Le port de Burghead est principalement utilisé par des bateaux de pêche et est toujours considéré par le conseil de Moray comme un port commercial[27], mais est aussi utilisé pour des buts récréatifs. En 2007, le quai nord du port reçoit une amélioration substantielle, financée conjointement par le conseil de Moray et l'Union européenne[28].

## Sport

### Football
La ville est le domicile de deux équipes de football, Burghead Thistle FC et Burghead United.
Burghead Thistle participe en division deux de la l'association écossaise junior région nord, et joue leurs parties à domicile dans le Forrest Park, juste à l'extérieur de Burghead. En 2008, Thistle gagne la Elginshire Cup sans jour la finale, après que New Elgin et Lossimouth United furent éliminés de la compétition.
Burghead United joue en première division du Moray District Welfare. Autrefois, Burghead possédait une troisième équipe, les Burghead Anchors.